# Weißenstadt
Weißenstadt là một thị trấn tại huyện Wunsiedel, ở Upper Franconia, Bayern, Đức. Đô thị này tọa lạc ở Fichtelgebirge, on the river Eger, 11 km về phía tây bắc của Wunsiedel.